# جحيم (فلم 2011)
جحيم (بالإنجليزية: Hell) هو فيلم رعب وخيال علمي تم إنتاجه في ألمانيا وسويسرا وصدر سنة 2011 بطولة هانا هرتزشبرونغ.

## القصة
في المستقبل غير البعيد ، يكافح الناس من أجل البقاء على قيد الحياة من عدوهم الأكبر الشمس.

## وصلات خارجية
مقالات تستعمل روابط فنية بلا صلة مع ويكي بيانات